# Pałac w Janowie (województwo opolskie)
Pałac w Janowie – zabytkowy pałac we wsi Janów (województwo opolskie).
Wybudowany w 1913 roku przez rodzinę Pheil, w miejscu starszej budowli, której właścicielem był von Tschirsky. Ostatnim właścicielem janowskiego pałacu, w latach 1905–1939 był Otto Moll.